# The Box Car Baby
The Box Car Baby è un cortometraggio muto del 1912 diretto da Fred Huntley.

## Trama
Dovendo recarsi a un ricevimento, il giudice Kennedy e sua moglie lasciano la loro bambina alla bambinaia. La donna se ne va al parco con il passeggino. Lì, incontra uno chauffeur che le fa la corte e la tenta con la sua proposta di farsi un giretto insieme. Visto che la bambina dorme, la bambinaia decide di accettare e di lasciare sola per qualche minuto la piccola, bloccando la carrozzina con un grosso sasso. Di là passa poco dopo un ubriaco che, spostando la pietra, provoca la discesa del passeggino che finisce per ribaltarsi, facendo cadere a terra la bambina. La governante, quando torna, crede che la piccola sia morta e, terrorizzata, nasconde il corpicino in un vagone merci. Tom e Jerry, due vagabondi che viaggiavano clandestinamente nel carro, la trovano e decidono di prendersi cura di lei. Per allevarla, devono trovare un posto dove vivere e si mettono a cercare anche un lavoro. Qualche anno dopo, i due scoprono chi sono i genitori della loro bambina e la restituiscono al giudice che, per ricompensarli, trova loro un buon lavoro.

## Produzione
Il film fu prodotto dalla Selig Polyscope Company.

## Distribuzione
Distribuito dalla General Film Company, il film - un cortometraggio di una bobina - uscì nelle sale cinematografiche statunitensi il 19 agosto 1912.